# Madonna adorante il Bambino (Bussolo)
La Madonna adorante il Bambino era un'opera lignea realizzata da Pietro Bussolo conservata presso la chiesa di Santo Stefano nella frazione Santo Stefano degli Angeli di Carobbio degli Angeli.

## Storia
Pietro Bussolo, artista milanese, aveva trascorso gli ultimi anni del '400 a Bergamo lavorando sia nella città che in Val Seriana facendovi poi ritorno del primo decennio del XVI secolo dopo aver trascorso un periodo a Salò dove aveva realizzato alcune opere per il Duomo di Salò.
La statua lignea di Carobbio degli Angeli, fu commissionata e realizzata in questo suo secondo periodo in terra bergamsca. L'opera ha però subito nel tempo, numerosi rifacimento, ma una fonte di antica data la descrive come inaurata, dorata, questo confermerebbe la sua originaria colorazione, che doveva avere una doratura raffinata che curava l'intaglio con ornati grafiti e dipinti. Era infatti cura dell'arstita dare alle sue opere una prima mano di colore verde bruno, così che la colorazione del pittore non fosse troppo spessa da riempire e rovinare i suoi intagli e solchi.
La raffigurazione della Madonna in atto di adorare il Bambino, è una iconografia risalente al XV secolo frequente nell'arte veneta riprodotta da Bartolomeo e Antonio Vivarini. Questo sembra rispondesse alla venerazione carmelitana per la Madonna Madre del Signore e Domina loci. 
La produzione di statue con questo soggetto religioso fu abbastanza presente nel corso della seconda metà del XV secolo nel territorio veneto, fra gli scultori si ricorda Bartolomeo e Antonio Giolfino e Giovanni Zebellana con la Madonna con il Bambino giacente tra due Angeli portacero conservato nel santuario della Madonna delle Grazie di Arco. Per la sua plasticità e eleganza l'opera viene considerata lavoro del Bussolo trovando assonanze con la Madonna adorante il Bambino del Santuario del Crocifisso di Bogliaco sul Garda considerato da Monica Ibsen opera dello scultore milanese.. 

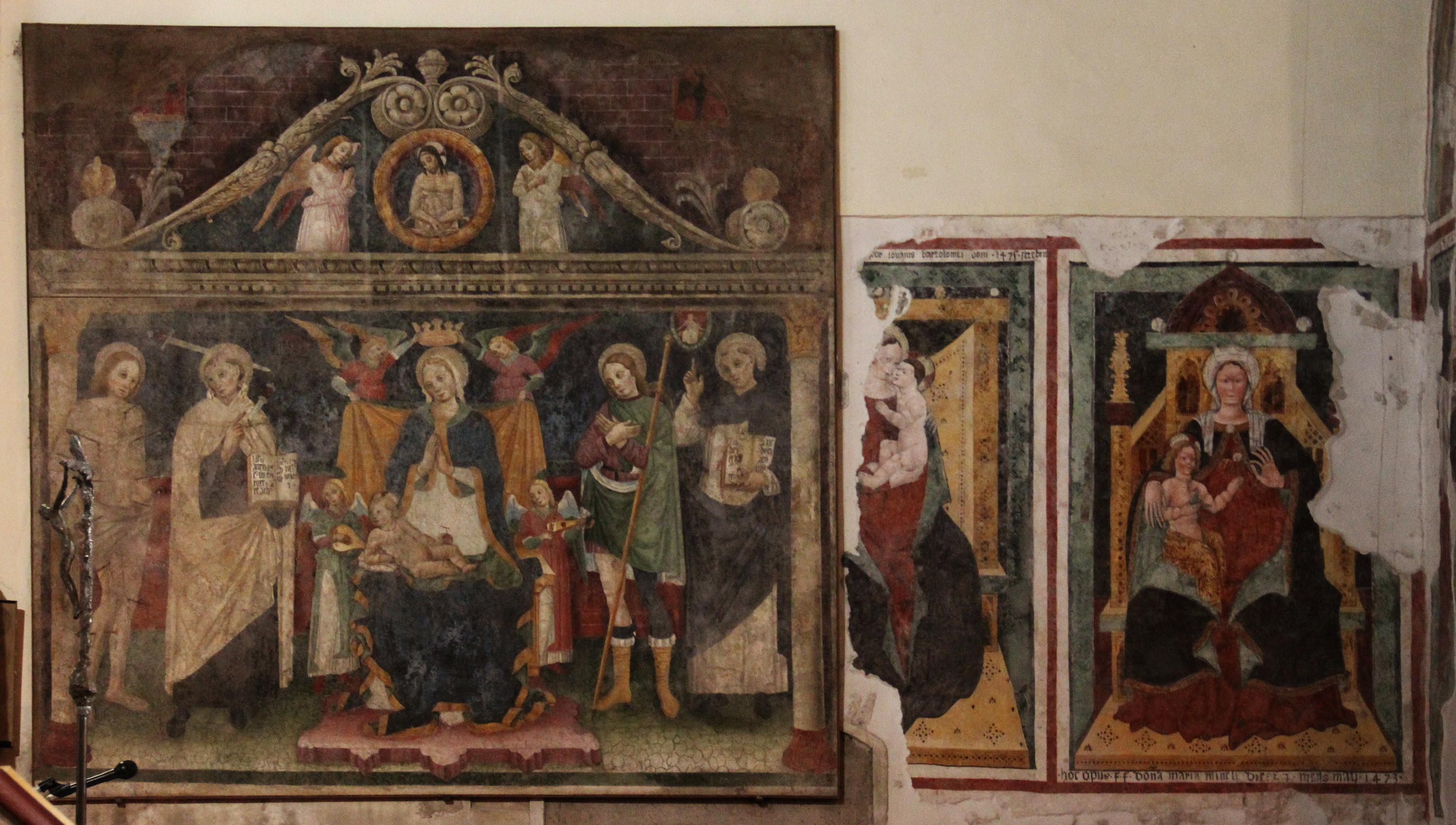
San Felice del Benaco, Santuario Madonna del Carmine-Madonna adorante il Bambino

La statua è stata esposta nel 2016 nella mostra dedicata allo scultore che esponeva opere eseguite nel territorio bergamasco. La mostra si è tenuta nel palazzo della Ragione Sala delle Capriate.
L'opera fu restaurata nel 2015 dal Luciano Gritti sotto la direzione di Amalia Pacia.

## Descrizione

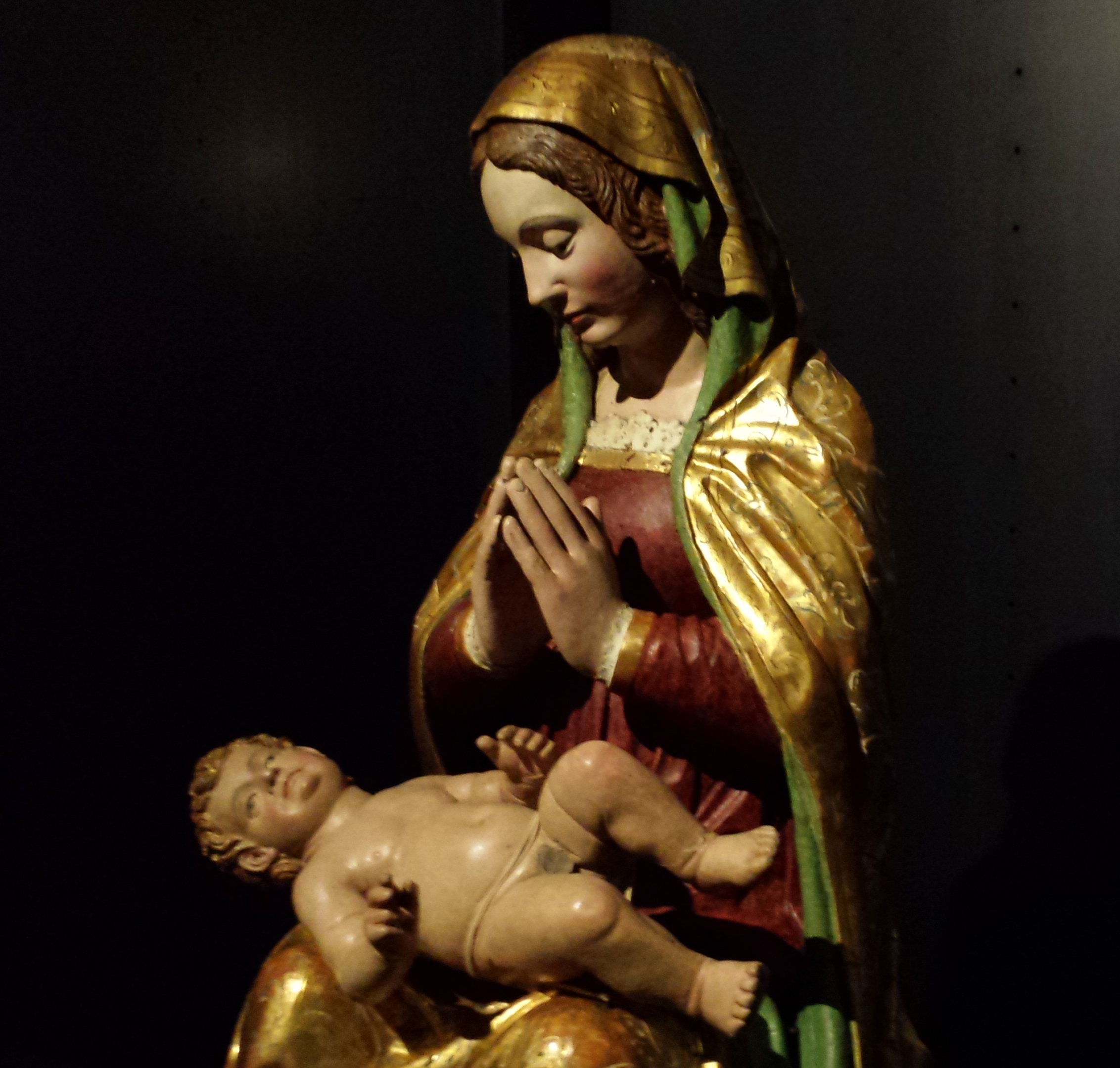
Dettaglio della scultura

La Madonna è seduta con le mani giunte in preghiera. Il capo leggermente rivolto a sinistra verso il Bambino e piegato in avanti, nella posizione naturale di una madre che guarda amorevole il suo bambino. Il Bambino è sdraiato sulle sue ginocchia, in atteggiamento molto vivace e realistica, sgambettante e con le braccia che si muovono verso l'alto. La fisionomia riprende quella del Bambino presente nel polittico della natività, il volto adulto dai lineamenti marcati, le palpabre appesantite e il profilo marcato.
Il restauro con la pulitura dei diversi strati di colore aggiunti nel tempo che hanno appesantito l'opera trasformandone lo stile, non ha potuto ridare all'opera l'originario colore. Probabilmente si riteneva che la statua avesse un aspetto devozionale ormai superato. Una prima parte di coloritura, fu eseguita nel XVIII secolo con una gessatura che ha troppo modificato l'aspetto primigenio sul quale era stata posta una coloratura marrone opaco che non ha permesso la sua rimozione, rendendo così impossibile ridare alla statua la sua originale immagine. Anche il manto nel Settecento venne colorato con una doratura a guazzo con effetti lucidi e opachi dando la sensazione di un broccato tipico del periodo post rinascimentale con motivi floreali bianchi e azzurri. I capelli subirono il medesimo apporto di rigessatura settecentesca, che non si è potuta rimuove e il restauro non ha permesso il recupero totale dell'originale colore che doveva essere sul biondo dorato, come le statue del Bussolo. La parte del Bambino invece aveva subito meno rimaneggiamenti, e quindi ha ripreso il suo primordiale aspetto.
La statua malgrado questi interventi si presenta equilibrata nel suo complesso; il movimento plastico dell'opera è l'elemento materico predominante. La ripresa di alcune parti di colore, come il verde dei risvolti del manto e il rosso dell'abito della Vergine ravvivato con l'uso di lacche durante il restauro, permettono una visione dell'opera dal perfetto equilibrio. Il restauro ha mantenuto la trina bianca sullo scollo dell'abito aggiunta solo nel XVII secolo in carta.